# ماركوس غالارزا
ماركوس غالارزا (بالإسبانية: Marcos Galarza) هو لاعب كرة قدم أرجنتيني في مركز الدفاع، ولد في 3 أبريل 1984 في مورون في الأرجنتين. شارك مع منتخب الأرجنتين تحت 20 سنة لكرة القدم. أما مع النوادي، فقد لعب مع بانفيلد وسان مارتين دي سان خوان ونادي هبوعيل بئر السبع ونويفا شيكاجو.

## وصلات خارجية
- ماركوس غالارزا على موقع إي إس بي إن إف سي (الإنجليزية)
- ماركوس غالارزا على موقع قاعدة بيانات كرة القدم.إي يو (الإنجليزية)